# Otholobium pictum
Otholobium pictum är en ärtväxtart som beskrevs av Charles Howard Stirton. Otholobium pictum ingår i släktet Otholobium och familjen ärtväxter. Inga underarter finns listade i Catalogue of Life.